# Синівка
Сині́вка — село в Україні, центр Синівської сільської громади Роменського району Сумської області. Населення становить 1546 осіб.
Після ліквідації Липоводолинського району 19 липня 2020 року село увійшло до Роменського району.

## Географія
Село Синівка розташоване на березі річки Грунь, вище за течією на відстані 1 км розташоване село Подільки, нижче за течією на відстані 2 км розташоване село Підставки.
Через село пролягає автомобільний шлях Т 1913.

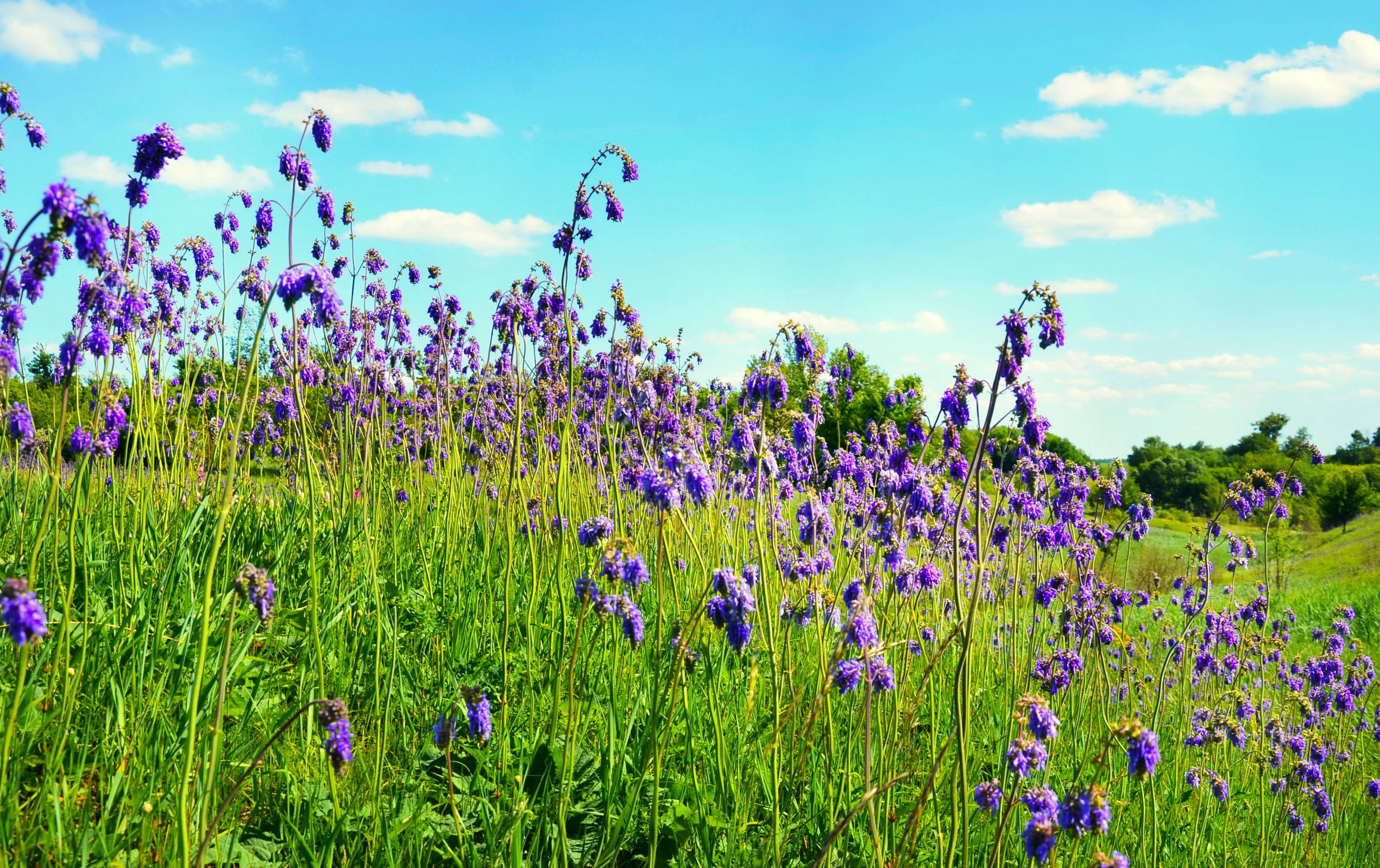
Ботанічна пам'ятка природи Синівська

## Історія
Поселення Синівка виникло в другій половині XVII століття як власницьке. Здавна «село Сенявка на замок Гадяцький належало», тобто всі доходи з села йшли в гетьманську казну. Перша писемна згадка про село датується 1669 роком. Тому дослідники і вважають цю дату початком історії Синівки. Спочатку свого існування село не мало назви. У 1721 році гетьман Скоропадський надав право володіння селом родині Велецьких (Степаниді Михайлівні Велецькій з синами; після смерті її чоловіка Василя Велецького, який отримав це поселення у 1709 році за службу полковим суддею). «Земля синів Велецького» й «дала» назву селу Синівка. У 1723 році в селі було 161 домогосподарство; у 1723—180 дворів. 10 листопада 1764 року цариця Катерина ІІ «пожаловала» «замок Гадяцький» відставному гетьманові Кирилу Розумовському «…в вечное и потомственное ему и его детям наследственное владение…». Але у 1785 році К. Розумовський продає «Гадяцький замок» (в тому числі й Синівку) за борги. У 1799 році в Синівці проживали «954 ревізійні душі». З 1802 село Синівка в складі Гадяцького повіту входить в Полтавську губернію. У 1859 село Синівка — власницьке й козаче. В селі було 329 дворів, 1314 чоловіків і 1390 жінок, всього — 2704 жителів. У селі була православна церква й три заводи. Православна Миколаївська церква була збудована в 1742 році. У цьому ж році згоріла й була відбудована місцевими жителями. У 1869 році громада Синівки збудувала нову церкву, яка й функціонувала до 30-х років ХХ століття. У ХІХ столітті село належало до Подільківської волості. У 1884 році в селі було 106 дворів козаків, 3 двори казенних селян, 270 дворів-власників, 9 дворів міщан.
11 січня 1918 року в Синівці розпочалась радянська окупація. У березні 1918 року Синівка була звільнена німецькими військами, а у грудні 1918 року радянський режим в селі був відновлений.
Улітку 1919 року Синівку захопили денікінські війська, які у грудні цього ж року залишили село під натиском червоноармійців.
15 жовтня 1923 року Синівка стає районним центром, а у 1926 році тут організоване перше товариство зі спільного обробітку землі. У 1925 р. для сільськогосподарських робіт почали використовувати трактори, у 1929 році — відкрито промартіль художньої вишивки. У 1937 році в Синівці урочисто відкривається районний Будинок культури. Для його будівництва були використані матеріали із знищених більшовиками церков у Синівці та сусідньому селі Підставки. У 1938 році в селі стає до ладу нова будівля середньої школи.
Село постраждало внаслідок геноциду українського народу, проведеного урядом СРСР 1923—1933 та 1946–1947 роках, кількість встановлених жертв голодомору в селі — 150 людей.
27 вересня 1941 році німецькі війська захопили село. У 1942 році в Синівці була створена партизанська група «Антифашистський комітет». Також на території села діяла диверсійна група, яка в 1943 році знищила близько 20 німецьких офіцерів та солдат. 9 вересня 1943 року окремі підрозділи 309-тої стрілецької дивізії Червоної армії увійшли в Синівку.
У 1925—1931 та 1935—1957 роках село було адміністративним центром Синівського району. У 1947 році на території Синівського району було 11 сільських рад, 11 сіл та 78 хуторів. Синівський район був ліквідований у 1957 році. На території Синівки працювали електростанція, млин, маслозавод, цех з виробництва газованих напоїв, хлібопекарня, відділення «Сільгосптехніка».

## Економіка
- Молочно-товарна ферма.
- «Синівка», агрофірма.
- «Синівські зорі», кооператив.

## Соціальна сфера
- Дитячий садочок «Золота рибка» на 90 місць
- Школа, де навчається близько 100 учнів.
- Синівський професійний аграрний ліцей.
- Будинок культури
- Будинок для пристарілих інвалідів.

## Пошта, зв'язок, банківська сфера
Відділення Ощадбанку відкрито в селі в 1935 році. Спочатку це була ощадна каса, в якій жителі села зберігали гроші. Сьогодні це відділення Ощадного банку України. У Синівці працює відділення зв'язку «Укрпошта», діє дротовий телефонний зв'язок.
Синівка знаходиться у зоні покриття операторів мобільного зв'язку МТС Україна та КиївСтар. Доступ до мережі Інтернет: дротовий «Укртелеком», бездротовий 2G МТС Україна та КиївСтар, бездротовий 3G «Інтерлеком».

## Спорт
Футбольна команда «СТАРТ-ФОРВАРД». Чемпіони Липоводолинського району у 2014 році. Капітан команди Підлісний І. В., тренер Федоренко О. О. Також працюють спортивні секції з волейболу, шашок, шахів, гирьового спорту. Футбольна команда «Старт» вперше стала чемпіоном Липоводолинського району в 1987 році.

## Пам'ятки
- Могила радянських солдатів.
- 22 травня 2015 року за підтримки ТОВ «Діамант-Агро» у сільському парку встановлено пам'ятник Т. Г. Шевченку.
- В околицях села знаходиться об'єкт природно-заповідного фонду - ботанічна пам'ятка природи місцевого значення Синівська.

## Відомі люди
- Дахно Іван Іванович — доктор економічних наук, професор. Відмінник освіти України.
- Сліпченко Павло Степанович — український гідротехнік.